# زرین‌رخ

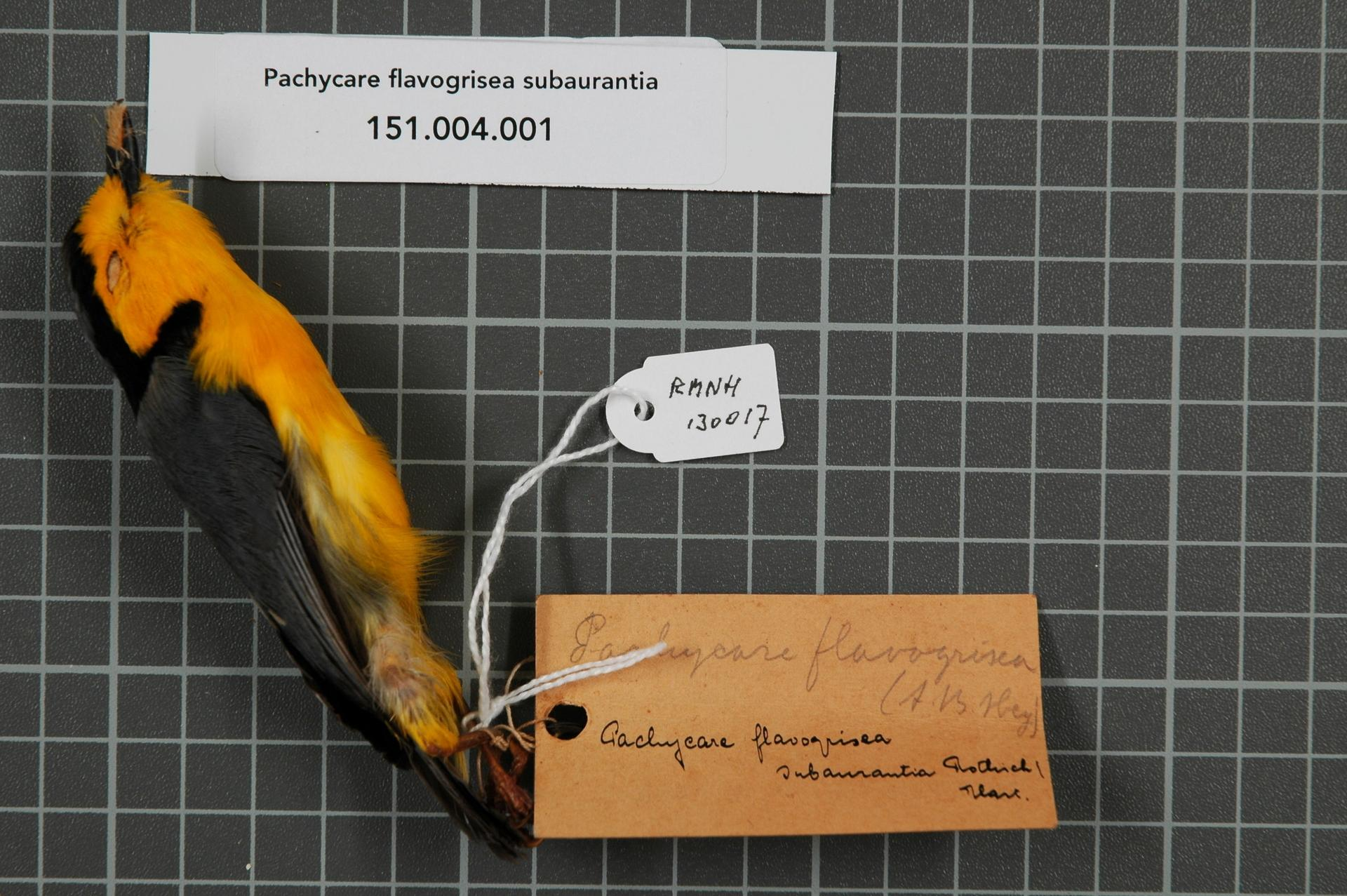
صورت‌طلایی

زرین‌رخ، رخ‌زرین یا زرین‌چهره (نام علمی: Pachycare flavogriseum) نام یک گونه از راسته گنجشک‌سانان است.